# Пляса
Пляса (на албански: Plasë или Plasa) е село в Албания, област Корча, община Малик.

## География
Селото е разположено на два километра южно от общинския център Поян, на левия бряг на река Девол в северните склонове на планината Морава.

## История
Селището е било един от важните армънски центрове. През 1831 година е разорено от албанци мюсюлмани.
На Етнографската карта на Битолския вилает на Картографския институт в София от 1901 година Пляса е смесено албанско мюсюлманско, албанско православно и влашко село в Корчанската каза на Корчанския санджак с 210 къщи.
В 1801 година е построена църквата „Света Богородица“. През 1880-те години в Пляса се събужда румънизма и отец Хараламбие Баламачи започва да служи в Пляса на румънски език. В 1905 година заради това селото е нападнато от четата на Константинос Гутас. Според Васил Кънчов в края на XIX век селото има „300 къщи българи и арнаути“.
До 2015 година селото е част от община Поян.

## Личности
Родени в Пляса
- Апостол Кочкона, корчански войвода на ВМОРО
- Апостол Стериев, зограф от XIX век[5]
- Аурел Чюфеску (1922 - 2011), румънски и американски общественик[6]
- Василе Муши (1895 - 1961), румънски политик[7]
- Йоргу Стериу (1872 – 1947), румънски предприемач
- Константин Колимитра (1912 - 2001), арумънски писател[8]
- Танаси Насту (1879 – 1927), арумънски революционер и полицейски директор
- Хараламбие Баламачи (1863 – 1914), арумънски свещеник